# Hermann Rüdiger
Hermann Rüdiger (* 30. Mai 1889 in Hamburg; † 26. März 1946 in Ludwigsburg) war ein deutscher Geologe und Polarforscher und als Nationalsozialist ab 1941 Leiter des Deutschen Ausland-Instituts in Stuttgart.

## Leben
Hermann Rüdiger war der Sohn des Hamburger Historikers Otto Rüdiger. Nach Abschluss der Gelehrtenschule des Johanneums studierte Rüdiger Geschichte und Geologie und promovierte 1912 an der Universität Rostock. Während seines Studiums wurde er Mitglied der Sängerschaft Skaldia Rostock (im Sondershäuser Verband).
Als Geologe gehörte er zur Besatzung des Schiffes Herzog Ernst, das 1912 eine Nordpolarmeer-Expedition unter der Führung von Herbert Schröder-Stranz und Kapitän Alfred Ritscher unternahm. Von den 15 Besatzungsmitgliedern überlebten nur sieben, darunter auch Christopher Rave und Hermann  Rüdiger. Rüdiger wurde von Rave bei vollem Bewusstsein ein Fuß amputiert.
1923 wurde er Mitarbeiter des Deutschen Ausland-Instituts (DAI) in Stuttgart. 1922 nahm er den vom Grazer Geographen Robert Sieger eingeführten Begriff Donauschwaben für das Deutschtum im pannonischen Raum auf und verbreitete ihn. Bei der Nationalsozialistischen „Machtergreifung“ im DAI sorgte er zwar für den Rausschmiss seines langjährigen Geschäftsführers Fritz Wertheimer als Juden, doch erhielt er nur die Schriftleitung der DAI-Zeitschrift „Der Auslanddeutsche“. Der „im Volkstumskampf bewährte“ Siebenbürger Sachse Richard Csaki wurde Geschäftsführer.
Hermann Rüdiger entwickelte sich zum überzeugten Antisemiten und wurde Nationalsozialist, in der SA hatte er zuletzt den Rang eines SA-Brigadeführers (General). Zum 1. Mai 1933 trat er der NSDAP bei (Mitgliedsnummer 2.866.744). 1934 erhielt Rüdiger einen Lehrauftrag als Dozent an der Landwirtschaftlichen Hochschule Hohenheim. 1940 wurde ihm die Leitung des Geographischen Instituts der TU Stuttgart übertragen. 1939 leitete Rüdiger zusammen mit Karl Götz (u. a. Gaureferent des DAI) die Kommission des Deutschen Auslandinstituts (DAI) zur Dokumentation der Umsiedlung im besetzten Polen. Ab 1941 leitete er das Deutsche Ausland-Institut.
Nach Ende des Zweiten Weltkriegs wurde er im Herbst 1945 verhaftet und von den US-amerikanischen Streitkräften im Internierungslager Ludwigsburg interniert. Dort starb er unter ungeklärten Umständen.

## Schriften
- Die Sorge-Bai: Aus den Schicksalstagen der Schröder-Stranz-Expedition, 46 Bilder und 5 Tafeln nach Zeichnungen und photographischen Aufnahmen Christopher Raves, Reimer, Berlin 1913, Nachdruck: Edition Fines Mundi, Saarbrücken 2007
- Deutschlands Anteil an der Lösung der polaren Probleme: Ein Beitrag zur Geschichte der Polarforschung, Rieger, München 1912 und Boysen, Hamburg 1913, zugleich Inauguraldissertation Universität Rostock
- Das Deutschtum an der mittleren Donau (Ungarn, Südslavien, Rumänien).  2. erg. Aufl. München 1927.
- Die Donauschwaben in der südslawischen Batschka. Schriften d. Dt. Ausland-Inst. Stuttgart. Ausland u. Heimat: Stuttgart 1931